# Harald Quandt
Harald Quandt (ur. 1 listopada 1921 w Charlottenburgu, zm. 22 września 1967 w Cuneo) – niemiecki przemysłowiec, pasierb Josepha Goebbelsa.
Po II wojnie światowej wraz z przyrodnim bratem Herbertem Quandtem prowadził przedsiębiorstwo pozostawione przez ich ojca, Günthera Quandta.

## Życiorys

### Młodość
Harald Quandt urodził się w Charlottenburgu. Był dzieckiem przemysłowca Günthera Quandta i Magdy Behrend Rietschel, którą Günther poślubił w 1921 roku. W 1929 r. para wzięła rozwód, pozostając jednak w dobrych relacjach. W 1931 r. Magda poślubiła Josepha Goebbelsa w meklemburskiej posiadłości należącej do Günthera Quandta.
Po ponownym zawarciu małżeństwa przez matkę, Harald pozostał przy ojcu, który stał się biznesowym liderem w III Rzeszy. Pomimo tego składał regularne wizyty ojczymowi i matce, którą zaczęto nazywać „pierwszą damą III Rzeszy”. Po 1934 roku wrócił do matki i mieszkał z rodziną Goebbelsów do czasu zdania końcowych egzaminów w szkole w 1940 roku.
Podczas II wojny światowej służył jako porucznik w 1 Dywizji Strzelców Spadochronowych. Pod koniec grudnia 1943 roku Quandt wziął udział w walkach w siedmiodniowej bitwie pod Ortoną. W lutym 1944 z powodu choroby trafił do szpitala wojskowego w Monachium, a już wiosną tego samego roku Quandt ponownie walczył jako spadochroniarz, tym razem w bitwie o Monte Cassino.
Na początku września 1944 został ranny i wzięty do niewoli przez Brytyjczyków podczas walk w rejonie Bolonii i przewieziony następnie do obozu jenieckiego w libijskim mieście portowym Bengazi. Wolność odzyskał w 1947. Harald był jedynym dzieckiem Magdy, które przeżyło wojnę.

### Po wojnie
Po powrocie do Niemiec pomógł swojemu przyrodniemu bratu w odbudowie rodzinnej firmy, a następnie w latach 1949–1953 studiował mechanikę w Hanowerze i Stuttgarcie, gdzie jego rodzina posiadała firmy (AFA i VARTA w Hanowerze i drobne firmy w Stuttgarcie).
Jego ojciec zmarł w 1954 roku, zostawiając firmę Herbertowi i Haraldowi, czyniąc tym samym Haralda jednym z najbogatszych ludzi w Zachodnich Niemczech. Do tego czasu grupa Quandta zawierała więcej niż 200 przedsiębiorstw obejmujących różne branże, od tekstylnej do farmaceutycznej. Holding posiadał także udziały w niemieckim przemyśle motoryzacyjnym. Posiadał ok. 10% akcji Daimler-Benz i 30% BMW. Chociaż bracia wspólnie zarządzali przedsiębiorstwem, Herbert skupił się na firmie AFA/VARTA i inwestycjach w przemysł motoryzacyjny, podczas gdy Harald skupił się na firmie IWKA oraz na firmach budowlanych i narzędziowych. Obecnie wartość przedsiębiorstwa Harald Quandt Holding GmbH (nazwanego na cześć ich ojca) wynosi ok. 6 miliardów dolarów.
Quandt przeżył wypadek lotniczy na lotnisku w Zurychu. Zginął 22 września 1967 roku w wypadku samolotu King Air A90 nad Cuneo podczas nocnego lotu z Frankfurtu nad Menem do Nicei.
W październiku 2007 niemiecka telewizja ARD wyemitowała film dokumentalny pt. Das Schweigen der Quandts prezentujący rolę biznesu Quandtów podczas II wojny światowej, w którym poruszono kwestię wykorzystywania robotników przymusowych w fabrykach Quandta w czasie wojny. W rezultacie czwórka członków rodziny wystąpiła w imieniu całej rodziny Quandtów, ogłaszając sfinansowanie projektu badawczego, w którym historycy zbadają rodzinną przeszłość w czasach rządów Adolfa Hitlera.

## Życie prywatne
W 1951 r. Quandt ożenił się z Inge Bandekow (1928–1978), córką prawnika firmy. Para doczekała się pięciu córek: Katarina (1951), Gabriele (1952), Anette (1954), Colleen-Bettina (1962) i Patricia (1967–2005). Pięć córek Quandta odziedziczyło ogromny majątek, wart około 1,5 miliarda marek niemieckich (ok. 760 mln dolarów).